# Meesiger
Meesiger es un municipio situado en el distrito de Llanura Lacustre Mecklemburguesa, en el estado federado de Mecklemburgo-Pomerania Occidental (Alemania), a una altitud de 33 metros. Su población a finales de 2016 era de 200 habs. y su densidad poblacional, 25 hab/km².